# Huang Yongsheng

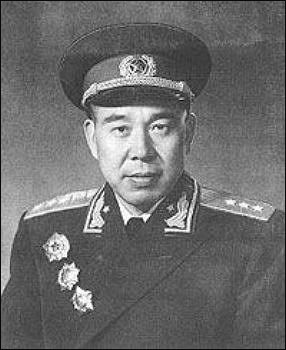
General Huang Yongsheng

Huang Yongsheng (chinesisch 黄永胜; * 17. November 1910 in Xianning, Hubei; † 26. April 1983 in Qingdao, Shandong) war ein chinesischer Politiker der Kommunistischen Partei Chinas (KPCh) und General der Volksbefreiungsarmee.

## Leben

### Chinesischer Bürgerkrieg und Aufstieg zum General
Huang Yongsheng nahm während des Chinesischen Bürgerkrieges 1927 am Herbsternte-Aufstand und trat im Dezember 1927 der Kommunistischen Partei Chinas (KPCh) als Mitglied bei. 1931 wurde er Kommandeur der 31. Division der 11. Armee der Roten Armee sowie kurz darauf Kommandeur der 16. Division der 32. Armee der Roten Armee. Er nahm zwischen 1934 und 1935 am Langen Marsch teil und wurde zu Beginn des Zweiten Japanisch-Chinesischen Krieges am 7. Juli 1937 Kommandeur eines Regiments der 115. Division der 8. Armee der Roten Armee, mit der er nach dem Ende des Zweiten Japanisch-Chinesischen Krieges von 1945 bis 1948 an zahlreichen Schlachten und Kampfeinsätzen im Chinesischen Bürgerkrieg teilnahm. 1948 wurde er zum Kommandeur der zur Vierten Feldarmee gehörenden 6. Abteilung ernannt. Als diese 6. Abteilung Ende 1948 zur 43. Armee wurde, übernahm er den Posten von deren Kommandeur. Zuletzt war er während des Bürgerkrieges 1949 Kommandeur der 14. sowie der 13. Heeresgruppe.
Nach der Gründung der Volksrepublik China am 1. Oktober 1949 wurde Huang Yongsheng war er zunächst weiterhin Kommandeur der 13. Heeresgruppe und übernahm im Anschluss den Posten als Kommandeur der 15. Heeresgruppe. Während des Koreakrieges war er zwischen 1950 und 1953 zuerst Kommandeur der 13. Heeresgruppe und später wieder Kommandeur der 15. Heeresgruppe. Auf dem VIII. Parteitag der KPCh (15. bis 27. September 1956) wurde er zum Kandidat des Zentralkomitee der Kommunistischen Partei Chinas (ZK der KPCh) gewählt und gehörte diesem Gremium nach seiner Wiederwahl auf dem IX. Parteitag der KPCh (1. bis 24. April 1969) bis zum 24. September 1971 an.

### Kulturrevolution, Chef des Generalstabes und Entmachtung

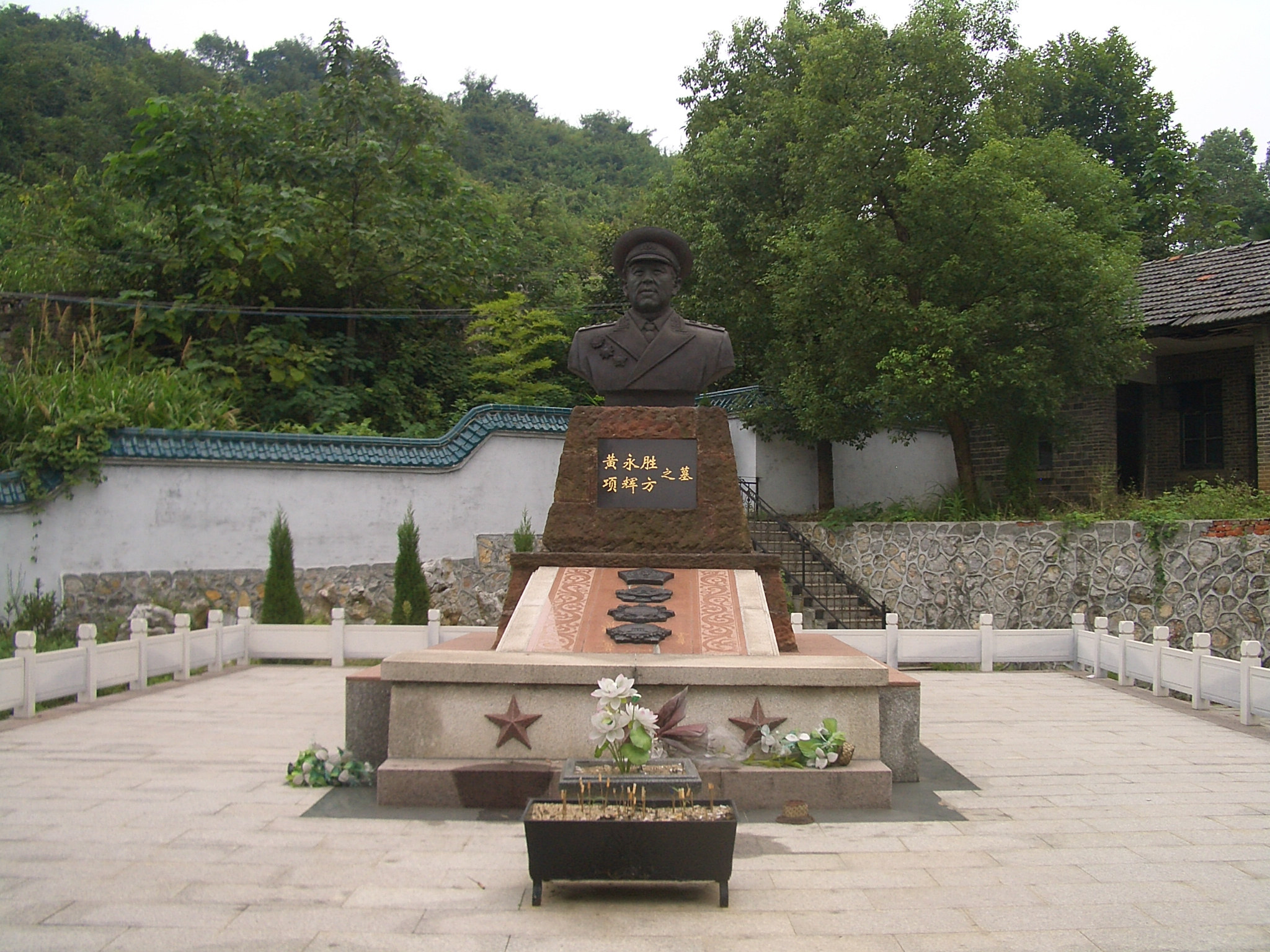
Grabmal von General Huang Yongsheng auf dem Gelände des Untergrundprojekt 131 in Hubei

Zudem fungierte er als Kommandeur der Militärregion Guangzhou und wurde griff nach Beginn der Kulturrevolution am 20. August 1966 eigenmächtig mit seinen Armeeverbänden ein und entwaffnete die „Revolutionären Rebellen“. Während der Unruhen in Hongkong 1967 schlug er eine Invasion und Besetzung Hongkongs vor, die allerdings vom Ministerpräsidenten der Volksrepublik China Zhou Enlai abgelehnt wurde. Im November 1967 wurde er Nachfolger des bisherigen Gouverneurs der Provinz Guangdong Chen Yu und übernahm die Funktion als Vorsitzender des Revolutionsrates von Guangdong und behielt diese Funktion bis Juni 1969, woraufhin Liu Xingyuan seine Nachfolge antrat. Zudem war er als Nachfolger von Zhao Ziyang von 1968 bis zu seiner Ablösung durch Liu Xingyuan 1969 zugleich auch Sekretär des KPCh-Parteikomitees der Provinz Guangdong.
Huang war sowohl für das Massaker von Guangxi als auch für das Massaker von Guangdong verantwortlich.
Als Nachfolger von General Yang Chengwu wurde General Huang Yongsheng im März 1968 des Weiteren auch Chef des Generalstabes der Volksbefreiungsarmee und behielt diesen Posten bis September 1971. Auf dem IX. Parteitag der KPCh (1. bis 24. April 1969) erfolgte zudem seine Wahl zum Mitglied des Politbüros der Kommunistischen Partei Chinas sowie zum Mitglied des ZK der KPCh und gehörte diesen Spitzengremien bis zum 24. September 1971 an. Im weiteren Verlauf der Kulturrevolution verbündete er sich mit Lin Biao, Chen Boda, Wu Faxian, Ye Qun, Li Zuopeng, Qiu Huizuo und einigen Gleichgesinnten um in verschwörerischer Absicht die Macht in den höchsten Partei- und Staatsgremien zu übernehmen. Er spielte dabei eine aktive Rolle bei der Verfolgung von Partei- und Staatsführern, allerdings nicht ohne Unterstützung von Mao Zedong, der ebenfalls diese fest verwurzelte Nomenklatura von Spitzenfunktionären entmachten wollte. Im Juli 1971 entschied sich Mao Zedong jedoch dafür, Lin Biao und dessen Generäle, Huang Yongsheng, Wu Faxian, Li Zuopeng und Qiu Huizuo, loszuwerden. Deshalb unternahm er vom 15. August bis zum 12. September 1971 eine Reise durch den Süden Chinas, um die Funktionäre auf den Sturz Lin Biaos und seiner Generäle vorzubereiten. Zu einem Eklat kam es bei den Feiern zum 1. Mai auf dem Tian’anmen-Platz, als Lin Biao sich über das Protokoll hinwegsetzte und nur eine Minute erschien, ohne mit Mao und seinen Gästen zu sprechen. Auf diese Weise erfuhr die Öffentlichkeit, dass die Führungsriege uneins war.
Nachdem Lin Biao nach seiner Flucht aus China mit seiner Frau Ye Qun und seinem Sohn Lin Liguo unter ungeklärten Umständen über Öndörchaan in der Mongolei am 13. September 1971 ums Leben kam, wurde Huang Yongsheng am 24. September 1971 verhaftet und verlor seine Funktionen als Chef des Generalstabes der Volksbefreiungsarmee sowie als Mitglied des Politbüros und des ZK der KPCh. Erst 1980 kam es in Peking zu einem Prozess gegen die „Konterrevolutionäre Clique“ um Lin Biao und Jiang Qing, in dessen Verlauf er 1981 zu einer Freiheitsstrafe von 18 Jahren verurteilt wurde. Er verstarb zwei Jahre später in Haft.